# Parque nacional Islas Northumberland
Islas Northumberland es un parque nacional en Queensland (Australia), ubicado a 763 km al noroeste de Brisbane.

## Datos
- Área: 15,00 km²
- Coordenadas: 21°19′02″S 149°40′50″E / -21.31722, 149.68056
- Fecha de Creación: 1994
- Administración: Servicio para la Vida Salvaje de Queensland
- Categoría IUCN: II

Véase también:
- Zonas protegidas de Queensland

- Datos: Q3382979